# Kazimierz Piątkowski (podpułkownik)

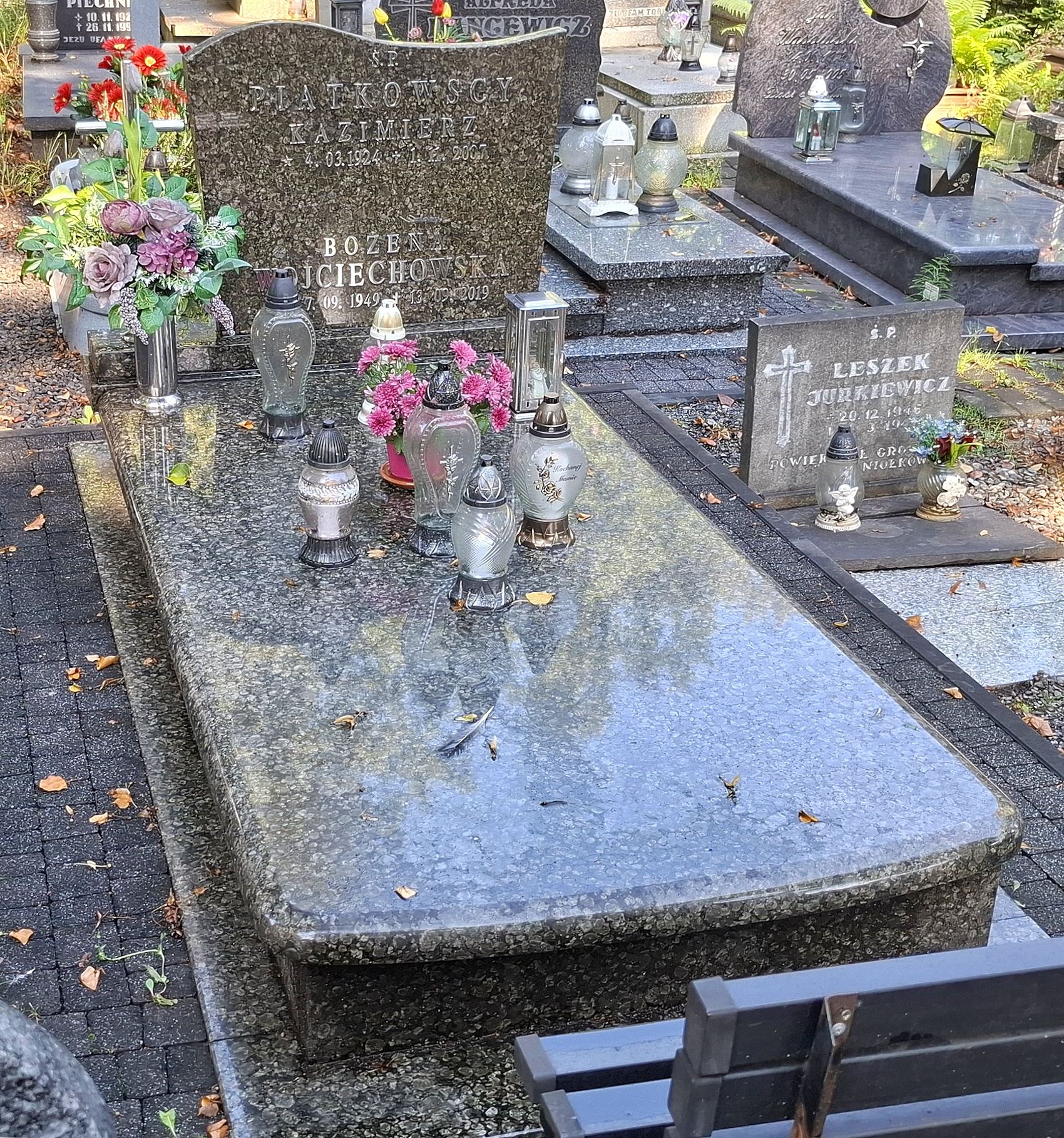
Grób Kazimierza Piątkowskiego w Prudniku

Kazimierz Piątkowski (ur. 4 marca 1924 w Płużnem, zm. 1 listopada 2007) – podpułkownik ludowego Wojska Polskiego, kawaler Krzyża Srebrnego Orderu Virtuti Militari.

## Życiorys
Rodzina Piątkowskiego pochodziła z Kresów Wschodnich. Jego ojciec był oficerem, służył w Legionach Polskich oraz w wojnie polsko-bolszewickiej, natomiast matka była nauczycielką. W 1940 ojciec został aresztowany przez NKWD, po czym Piątkowski wraz z matką i siostrą został wywieziony na Syberię. Po śmierci matki na dur brzuszny przebywał w domu dziecka. Pobierał edukację, pracując jednocześnie jako smarowniczy w elektrowni lub pomocnik mechanika w kołchozie.
W 1942 ochotniczo zgłosił się do miejscowej komisji wojskowej. Nie zdążył dołączyć do Armii Andersa, wcielono go do 216 Korpusu Artylerii Przeciwlotniczej Armii Czerwonej. Przeszedł do Wojska Polskiego w maju 1943, gdy utworzono 1 Warszawską Dywizję Piechoty im. Tadeusza Kościuszki. Piątkowskiego skierowano do obozu w Sielcach – do 1 Warszawskiego Pułku Czołgów. Przeszedł trzymiesięczny kurs w szkole specjalistów wojsk pancernych w Riazaniu.
Uczestniczył w bitwie pod Lenino, podczas której został ranny w nogę. Po rekonwalescencji w szpitalu dołączył do nowo utworzonej 1 Brygady Pancernej im. Bohaterów Westerplatte. Brał udział m.in. w wyzwoleniu obozu koncentracyjnego w Lublinie, walkach o Warszawę i w bitwie pod Studziankami, w której został ranny w plecy. Komisja lekarska zdecydowała, że awansowany do stopnia plutonowego Piątkowski nie może już służyć jako czołgista, więc został łącznikiem swojej brygady oraz adiutantem Juliana Tokarskiego.
Dalszy szlak bojowy Piątkowskiego wiódł przez Wał Pomorski, Kołobrzeg, do Gdyni i Gdańska. Brał udział w wyzwoleniu obozu Stutthof. 28 marca 1945 jako ochotnik wspólnie z żołnierzem Dębskim i łączniczką Kalinowską podjął się zadania dostarczenia ulotek do obozu z Polakami w Oksywiu. Podczas wycofywania się z obozu wpadli na miny. Ranny Piątkowski przeszedł leczenie w szpitalu w Wejherowie. Dotarł do Westerplatte, gdzie nastąpiło ślubowanie brygady. Następnie wziął udział w zwycięskiej defiladzie radzieckiego wojska w Berlinie.
Po zakończeniu II wojny światowej został żołnierzem zawodowym. Skierowano go do wojskowych zakładów w Siemianowicach Śląskich, gdzie został dowódcą plutonu ochrony obiektów wojskowych i państwowych. Ukończył szkołę oficerską, a w latach 50. XX wieku trafił do Prudnika. Służbę w wojsku pełnił na różnych stanowiskach służbowych do 1975. Zakończył służbę w randze podpułkownika.
Po zakończeniu służby wojskowej pozostał w Prudniku, gdzie założył rodzinę. Był jednym z założycieli Koła Miejsko-Gminnego Związku Byłych Żołnierzy Zawodowych i Oficerów Rezerwy Wojska Polskiego w Prudniku. Był członkiem Związku Inwalidów Wojennych Okręgu Opolskiego. Jego fotografia została wykorzystana w książce Czterej pancerni i pies autorstwa Janusza Przymanowskiego.
Zmarł 1 listopada 2007. Został pochowany na cmentarzu komunalnym w Prudniku.

## Odznaczenia
- Krzyż Srebrny Orderu Virtuti Militari[2]
- Krzyż Kawalerski Orderu Odrodzenia Polski[2]
- Krzyż Walecznych[2]
- Złoty, Srebrny i Brązowy Krzyż Zasługi[2]
- Złoty, Srebrny i Brązowy Medal „Zasłużonym na Polu Chwały”[2]
- Krzyż Bitwy pod Lenino[1]